# A-ekonomi
A-ekonomi, vid starten kallad Aktuellt ekonomi, var ett nyhetsprogram om ekonomiska händelser som sändes i Sveriges Television. Premiären skedde i Aktuellt den 10 september 1990, och det sista programmet sändes den 10 juni 2011.
Under de totalt 21 år som A-ekonomi sände, sändes programmet bara på vardagar: på morgnar i Gomorron Sverige och i Aktuellt eller Rapport på kvällen.

## Historia
När Lars Weiss meddelade att han skulle sluta som Aktuelltchef skulle en ny chef rekryteras. Redaktionen ville gärna ha den tillförordnade chefen Jan Scherman som ny Aktuelltchef, men han ville inte. Istället blev Henrik Frenkel, som inte hade någon tidigare tv-erfarenhet, ny chef. Den nye chefen var ganska kontroversiell hos redaktionen, bland annat eftersom han var en ekonomijournalist. Den nya chefen ville starta flera nya program. Några blev verklighet, däribland A-ekonomi.
Redaktionen kom att bestå av Helena Stålnert, Marja Lång, Peder Carlqvist och Gunnar Ljunggren och programmet kunde starta 1990. Fortfarande fanns dock en kritik inom redaktionen, bland annat för att A-ekonomi låg sist i Aktuellts 21-sändning och därför tog tid från denna. Men trots kritiken mot Frenkel överlevde A-ekonomi.
När Rapport Morgon kom igång i mitten av 1990-talet sände A-ekonomi där också. 1997 startade Rapport Lunch, vilket resulterade i ytterligare en A-ekonomisändning. Därmed sände A-ekonomi sex gånger om dagen 1997 (fyra sändningar på morgonen, en vid lunch och en i nyhetstimmen på kvällen). Starten av SVT24 1999 utökade A-ekonomis sändningar ännu mer.
År 2001 flyttades A-ekonomis kvällssändning till SVT2. Samtidigt började man sända även i Aktuellt klockan 18. År 2003 gjordes en kritiserad tablåomläggning som främst drabbade A-ekonomi. Den sena sändningen flyttades från 21.30 till 22.25 och förkortades från åtta minuter till fem minuter. Samtidigt tappade programmet merparten av tittarna. År 2004 flyttades dock A-ekonomi tillbaka till en tidigare tid och blev en del av Aktuellt. Den sena sändningstiden förkortades åter till de ursprungliga tre minuterna.
I juni 2006 tillkännagav SVT att besparingar skulle göras inom nyhets- och samhällsredaktionerna. A-ekonomi var ett av programmen som hotades av nedläggning, men fick trots allt vara kvar. Under våren 2011 meddelade dock SVT att programmet skulle läggas ned, eftersom SVT ville satsa på ekonominyheter på webben i stället. Den 10 juni 2011 sändes det allra sista programmet.

### Fotnoter
1. ↑  A-ekonomi återupprättas i SVT:s tablå, Resumé, 19 november 2003
2. ↑  ”Jättebråk på SVT”. Arkiverad från originalet den 2 juli 2006. https://web.archive.org/web/20060702131202/http://www.resume.se/nyheter/2006/06/20/jattebrak_pa_svt/index.xml. Läst 15 juli 2006.
3. ↑  ”A-ekonomi läggs ner”. Arkiverad från originalet den 4 mars 2011. https://web.archive.org/web/20110304153957/http://svt.se/2.22620/1.2345948/a-ekonomi_laggs_ner. Läst 3 mars 2011.